# Star Fire
 (août 2018).
Si vous disposez d'ouvrages ou d'articles de référence ou si vous connaissez des sites web de qualité traitant du thème abordé ici, merci de compléter l'article en donnant les références utiles à sa vérifiabilité et en les liant à la section « Notes et références ».
Star Fire est un jeu vidéo d'Exidy sorti en 1980 sur borne d'arcade, puis adapté en 1983 sur Atari 800 et sur Commodore 64.
Il connaît également un portage sur Atari 2600 programmé par Manuel Polik et sorti en 2003 par XYPE.

## Système de jeu
Le jeu fonctionne sur le même principe qu'Asteroids, mais cette fois-ci en vision subjective : le joueur est au centre de l'action dans une simili-3D. Son vaisseau a pour seul mouvement possible la rotation sur lui-même, et doit détruire les vagues d'ennemis arrivants de l'extérieur de l'écran.
Il doit échapper à des boules de feu lancées sur lui, et peut riposter avec une sorte de laser; toutefois, celui-ci devient trop chaud pour fonctionner au bout de quelques secondes d'utilisation et refuse tout fonctionnement tant qu'il n'a pas eu le temps de refroidir (une barre de progression avec des zones verte et rouge tient en permanence au courant de sa température).
Le système de visée dispose d'un verrouillage sur cible.
Le logo du jeu ainsi que la forme des vaisseaux ennemis sont largement évocateurs de Star Wars.